# Harvey Lecture
Die Harvey Lectures sind eine traditionsreiche Vorlesung in Medizin und verwandten Fächern der Biologie der 1905 gegründeten Harvey Society in New York City. Sie sind gleichzeitig eine in den ganzen USA angesehene Ehrung. Es gibt jährlich mehrere Preisträger. Die Vorlesung wird im Caspary Auditorium der Rockefeller University gehalten und sie ist nach William Harvey benannt.
Die Harvey Lectures sind nicht zu verwechseln mit der William Harvey Lecture der Europäischen Gesellschaft für Kardiologie. Zudem gibt es die 1656 von William Harvey selbst initiierte und seither jährlich stattfindende Harveian Oration des Royal College of Physicians und die durch die 1831 gegründete Harveian Society of London seit 1875 veranstaltete Harveian Lecture.